# 土岐口站
土岐口站（日语：／ Tokiguchi eki */?）是位於岐阜縣土岐市，東濃鐵道駄知線的鐵路車站（廢站）。
此站是舊・土岐津町的中心車站。除了客運外，站內也會進行貨物起卸。此站最接近岐阜縣立土岐商業高等學校，因此較多學生使用此站。

## 歷史
- 1922年（大正11年）1月11日：駄知鐵道新土岐津站（現時：土岐市站）至下石站之間開業，此站啟用[1]。
- 1944年（昭和19年）3月1日：在公司合併後成為東濃鐵道駄知線車站。
- 1972年（昭和47年）7月13日：發生昭和47年7月暴雨（日语：昭和47年7月豪雨），使橋樑被沖毀，全線暫停營業。
- 1974年（昭和49年）10月21日：駄知線廢線，此站也被廢除[1]。

## 車站構造
此站是地面車站，設有交會設備。站內設有貨物起卸設備。在駄知線所有車站中，此站最多貨運起卸量。起卸貨物主要不是陶器，而是陶器的原材料陶土（黏土）。

## 現況
在廢站後曾保留了月台，但是後來也被撒走，變成住宅和工廠。

## 相鄰車站
東濃鐵道
駄知線
神明口－土岐口－下石

## 注腳
1. 1 2  今尾惠介監修《日本鐵道旅行地圖帳 7號 東海》新潮社 42頁

## 相關項目
- 日本鐵路車站列表 To